# معهد الفنون الجميلة – الديوانية للبنين
معهد الفنون الجميلة – الديوانية للبنين هو مؤسسة تعليمية فنية حكومية تأسست سنة 2007 في محافظة الديوانية، العراق. يقع المعهد في مركز المدينة قرب النشاط المدرسي، ويقدم الدراسة الصباحية للطلبة. يختص المعهد بتعليم الفنون الجميلة من خلال عدة أقسام تشمل الفنون التشكيلية، المسرحية، السمعية، بالإضافة إلى الخط والزخرفة والتصميم.
تأسس المعهد وفق الهيكل القانوني الموحد لمعاهد الفنون الجميلة بحسب نظام وزارة التربية رقم 52 لسنة 1971.

## الأقسام الدراسية
تتضمن أقسام المعهد:
- الفنون التشكيلية
- الفنون المسرحية
- الفنون السمعية
- الخط والزخرفة
- التصميم

## الأنشطة والفعاليات
ينظّم المعهد معارض فنية وورش عمل لتعزيز المهارات الفنية لدى الطلاب، ويشارك في فعاليات ثقافية وفنية محلية.
في عام 2023، أعادت وزارة التربية افتتاح قسمي "التشكيلي والمسرح" في المعهد.

## القبول والتسجيل
أعلنت وزارة التربية عن ضوابط قبول الطلبة الراغبين في التقديم إلى معاهد الفنون الجميلة للعام الدراسي 2023–2024 للدراستين الصباحية والمسائية.

## إعادة التأهيل والتطوير
في عام 2023، وجه وزير التربية بإعادة تأهيل مبنى المعهد ضمن خطة تطوير المنشآت الفنية والتربوية في البلاد.

## وصلات خارجية
- خبر مشاركة المعهد في مهرجان الفنون – دائرة العلاقات الثقافية
- ضوابط قبول طلبة معاهد الفنون الجميلة 2023 – NRT عربية
- خبر إعادة تأهيل مبنى المعهد – NRT عربية
- خبر إعادة افتتاح الأقسام – السومرية نيوز
- الموقع الرسمي لوزارة التربية العراقية
- خبر عن أنشطة المعهد – موقع نشاطات